# غصاب العتيبي
غصاب بن شرعان الأسعدي الروقي العتيبي أحد قادة الدولة السعودية المعروفين، بالأخص في عهد الإمام سعود الكبير وكان قائدا للخيالة، شارك في معارك الدولة السعودية الأولى في الحجاز والجنوب وغيرها.

## نبذة
في عام 1224 هـ قام الإمام سعود الكبير بإرسال غصاب العتيبي من الدرعية قائداً لفرقة مختارة من الفرسان دعما لعبد الوهاب أبو نقطة ومن معه من السعوديين ضد الشريف حمود حاكم جازان، وكان غصاب مع القادة الذين شاركوا في جنوب الطائف ضد قوات محمد علي باشا الوالي العثماني على مصر سنة 1229 هـ ثم قاد المقاومة في منطقة تربة في نفس السنة. وكان رئيسا للخيالة في الدرعية عندما حاصرها إبراهيم باشا سنة 1233 هـ، لكنه في نهاية الأمر، ولربما بسبب خلاف بينه وبين الإمام عبد الله، خرج من الدرعية، وقصد إبراهيم باشا، وقيل انه قتل على يد إبراهيم باشا نفسه.